# The Antics of Ann
The Antics of Ann er en amerikansk stumfilm fra 1917 af Edward Dillon.

## Medvirkende
- Ann Pennington som Ann Wharton
- Harry Ham som Tom Randall
- Ormi Hawley som Olive Wharton
- Crauford Kent som Gordon Trent
- William T. Carleton som Mr. Wharton